# 레나이코
레나이코(스페인어: Renaico)는 칠레 아라우카니아 주 마예코 현의 코무나이다.